# Municipio de Santiago Astata
El municipio de Santiago Astata se encuentra en el estado de Oaxaca. Cuenta con cuatro agencias: Zaachila, Barra de la Cruz, Zimatán y La Tortolita.[cita requerida]

## Toponimia
Astata significa "El Señor de las Iguanas" que proviene de: "asta": Iguana y "tata": Señor;  lo que nos da:  Santiago Astata "Santiago el Señor de las Iguanas".
Este pueblo fue fundado en el año de 1516 su nombre antiguo fue el de Astata los títulos del pueblo fueron expedidos por el Gobierno Colonial el 31 de mayo de 1666 por el Rey Don Felipe. No se sabe la época del decreto que lo haya elevado a la categoría de pueblo en el año 32 pertenecía al distrito de Pochutla y en el mismo año se agregó al distrito de Tehuantepec.

## Geografía

### Ubicación
La distancia hasta la capital es de 263 km.

### Límites municipales
Tiene límites administrativos con los siguientes municipios y/o accidentes geográficos, según su ubicación:
|                               | Norte: San Pedro Huamelula | Nordeste: Santo Domingo Tehuantepec |
| Oeste: San Pedro Huamelula    |                            | Este: Santo Domingo Tehuantepec     |
| Suroeste: San Pedro Huamelula | Sur: Golfo de Tehuantepec  | Sureste: Golfo de Tehuantepec       |

### Hidrografía
Posee los ríos Santa María y Huamelula.[cita requerida]

### Clima
El clima de este municipio es caluroso en los meses de enero a junio, en la mitad del año con temperatura templada y temperaturas frescas con viento al fin del año.

## Flora y fauna
Posee una extensa biodiversidad de flora y fauna, como por ejemplo venado, jabalí y el conejo.[cita requerida]

### Principales sectores: producción y servicios

#### Agricultura
Se cultiva: frijol, maíz, ajonjolí, sorgo, sandía, melón, jitomate y cacahuate.[cita requerida]

#### Ganadería
Se cría ganado bovino, caprino y porcino.[cita requerida]

#### Pesca
Se capturan todo tipo de pescados y mariscos, que se comercializan en Salina Cruz.[cita requerida]

#### Industria
Producción de sal,Explotación de maderas y actividad pesquera.[cita requerida]

#### Servicios
Cuenta con fondas tipo comedor de palapas para el servicio del público.[cita requerida]

#### Minería
- piedra caliza (cal)

#### Explotación forestal
- comercialización de maderas
- palma real

#### Población económicamente activa por sector
De acuerdo con cifras actualizadas al 2000 presentadas por el INEGI, la población económicamente activa del municipio asciende a 799 personas, las cuales se encuentran ocupadas, de la siguiente manera:
Sector Porcentaje Primario
(agricultura, ganadería, caza y pesca) 53
Secundario
(minería, petróleo, industria manufacturera, construcción y electricidad) 14
Terciario
(Comercio, turismo y servicios) 32[cita requerida]

## Turismo
Habitantes de otras partes de la región visitan las hermosas playas que posee el municipio, una de ellas es la playa del San Diego y la Colorada, lugar libre de contaminación.

## Fiestas
Una de las festejos destables podemos mencionar el segundo viernes de Cuaresma, que se celebra todo los años, la fecha varía dependiendo del miércoles de ceniza, por lo general es en finales de febrero y principios de marzo, esta es la fiesta más grande con la que cuenta Santiago Astata, esta fiesta es en honor al señor de la piedad, que es el santo del pueblo, que según se dice, es milagroso. En esta fiesta acuden muchas personas proveniente de poblaciones cercanas, de las cuales podemos mencionar a San Pedro Huamelula, Santa María Huamelula, Tapanala, Barra de La cruz, El coyul. Zimatan, Salina CRuz, Tehuantepec,Bahías de huatulco, y de otros lugares más lejanos como son Juchitán de Zaragoza, Tlacolulita, La venta, San José del Progreso y Pinotepa nacional, la fiesta comienza el día jueves a las 5 de la mañana con las tradicionales mañanitas al "Señor de la Piedad" y termina el día sábado cuando se nombra al siguiente mayordomo de esta fiesta.
Otro de las fiestas son las mayordomías del municipio.